# Vladislav Igorevich Bragin
Vladislav Bragin (tiếng Nga: Владислав Игоревич Брагин; sinh 25 tháng 1 năm 1998) là một cầu thủ bóng đá Nga hiện tại thi đấu cho FK Slavoj Trebišov ở vị trí tiền đạo, mượn từ MFK Zemplín Michalovce.

## Sự nghiệp câu lạc bộ

### MFK Zemplín Michalovce
Vào tháng 3 năm 2017, anh kí hợp đồng với Michalovce. Bragin ra mắt tại Fortuna Liga cho MFK Zemplín Michalovce ngày 1 tháng 3 năm 2017 trước MFK Ružomberok.